# George Eden, 1. Earl of Auckland

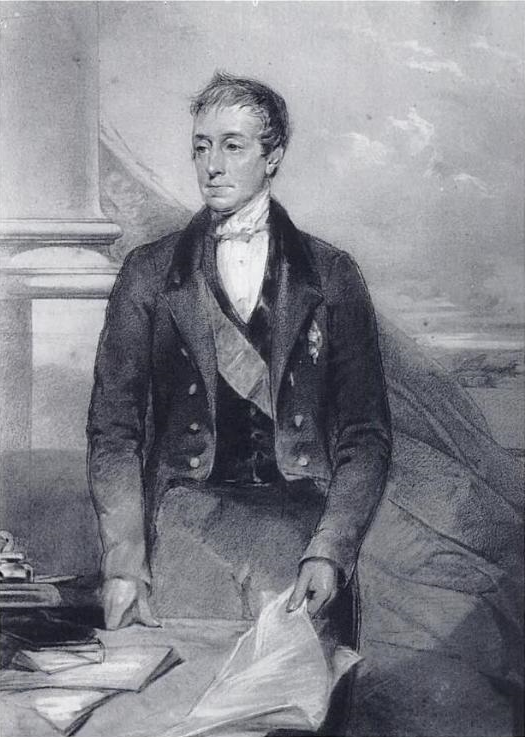
George Eden, 1. Earl of Auckland

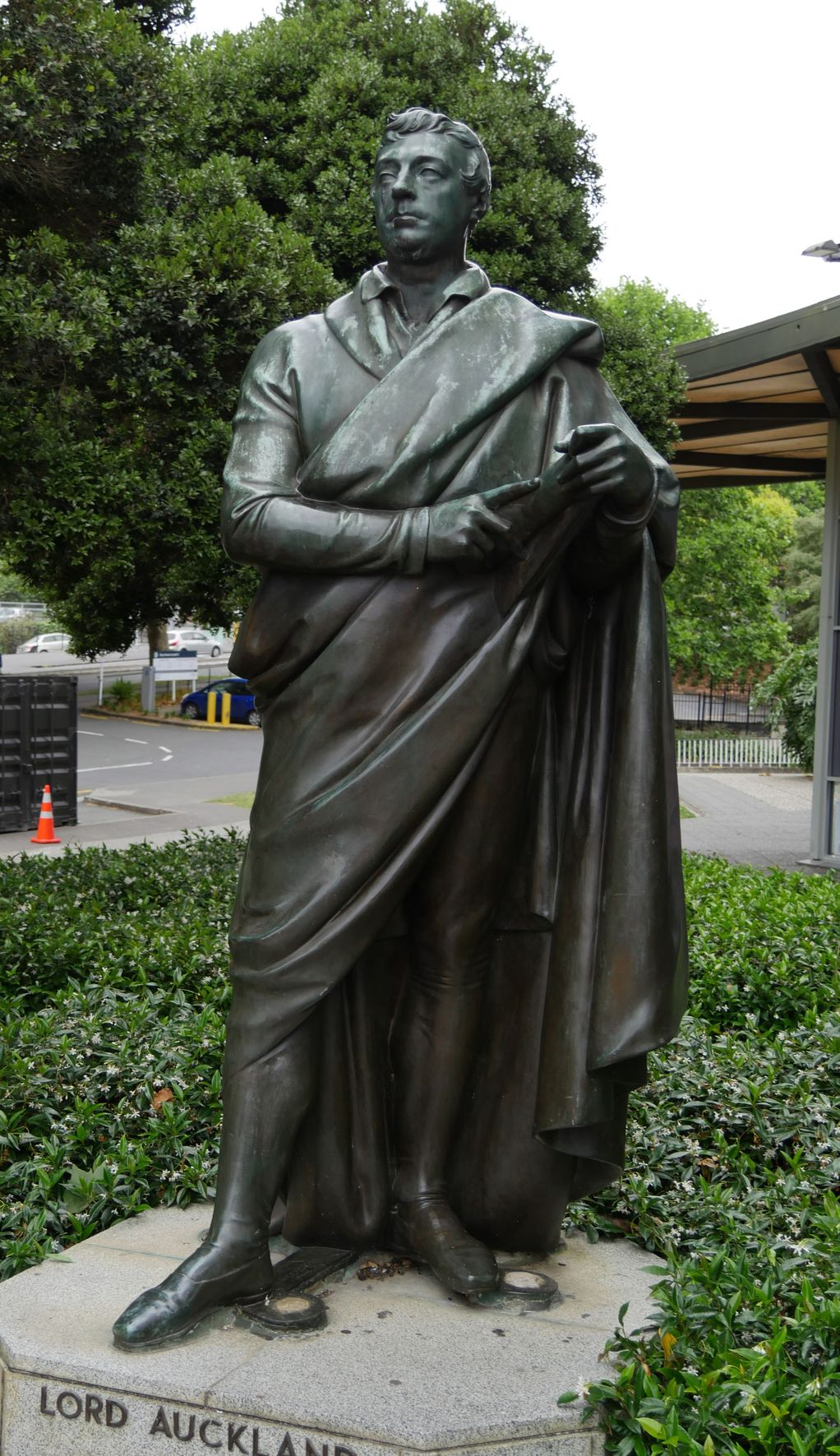
Statue ihm zu Ehren in Auckland, Neuseeland

George Eden, 1. Earl of Auckland, GCB (* 25. August 1784; † 1. Januar 1849), war ein britischer Politiker und Generalgouverneur von Indien.

## Herkunft
Eden war der Sohn des Diplomaten William Eden, der 1789 zum Baron Auckland erhoben wurde. Da sein älterer Bruder 1810 in der Themse ertrunken war, erbte er 1814 beim Tode seines Vaters dessen Titel. Die Reiseschriftstellerin Emily Eden war seine Schwester.
Der Diplomat Morton Eden, 1. Baron Henley und Sir Robert Eden, 1. Baronet, der letzte britische Gouverneur von Maryland, waren seine Onkel.

## Leben
Nach dem Besuch des Christ Church College an der Universität Oxford wurde Eden 1809 als Barrister zugelassen. Bereits im folgenden Jahr wurde er für Woodstock in das Unterhaus gewählt. Als er die Baronie erbte, wechselte er in das House of Lords.
1830 wurde Eden Vorsitzender des Board of Trade und als Master of the Mint Vorsteher der Royal Mint. In den Jahren 1834 und 1835 war er jeweils für einige Monate Erster Lord der Admiralität.
Im letztgenannten Jahr wurde er zum Generalgouverneur von Indien ernannt. Schwerpunkte seiner Arbeit waren zunächst die Verbesserung des indischen Schulsystems und die Verbreiterung der industriellen Basis des Subkontinents.
Seit 1838 verschärften sich jedoch die Unruhen in Afghanistan und der Konflikt darum mit Russland im Great Game. In dieser Situation schrieb Auckland einen scharfen Brief an Dost Mohammed, dem Herrscher von Afghanistan, in dem er ihn aufforderte, seine Ansprüche auf Peschawar sowie seine Annäherung an Russland aufzugeben. Dadurch spitzte sich die Situation weiter zu. Britische Truppen landeten am Persischen Golf. Im folgenden Jahr brach der Erste Anglo-Afghanische Krieg aus, nachdem Eden den afghanischen Herrscher Dost Mohammed für abgesetzt erklärt hatte. Nach den anfänglichen Erfolgen wurde Eden zum Earl of Auckland erhoben. Der Feldzug endete dann jedoch in einer Katastrophe. 1842 übergab Eden daraufhin das Amt des Generalgouverneurs an Edward Law, 2. Baron Ellenborough, ein Jahr später kehrte er nach Großbritannien zurück.
Dort wurde er von 1846 bis zu seinem Tode nochmals Erster Lord der Admiralität.

## Familie
Eden war nicht verheiratet und hatte keine Kinder. Der Titel des Earl of Auckland erlosch daher mit seinem Tode, während die Würde des Baron Auckland auf seinen jüngeren Bruder überging.

## Ehrungen
Die Städte Auckland in Neuseeland und Eden in New South Wales, Australien, sowie der Vulkan Maungawhau / Mount Eden auf der Nordinsel Neuseelands, seiner Zeit noch Mount Eden genannt, wurden nach ihm benannt. Auch die Pflanzengattung Aucklandia aus der Familie der Korbblütler (Asteraceae) wurde nach ihm benannt.